# Cayetano de Thiene
Cayetano de Thiene, en Gaetano (Vicenza, 1 de octubre de 1480 - Nápoles, 7 de agosto de 1547), fue un presbítero italiano, fundador de la Orden de Clérigos Regulares Teatinos. En 1671 fue proclamado santo por el papa Clemente X. Se le conoce como Santo de la Providencia y Patrono del pan y del trabajo.

## Biografía

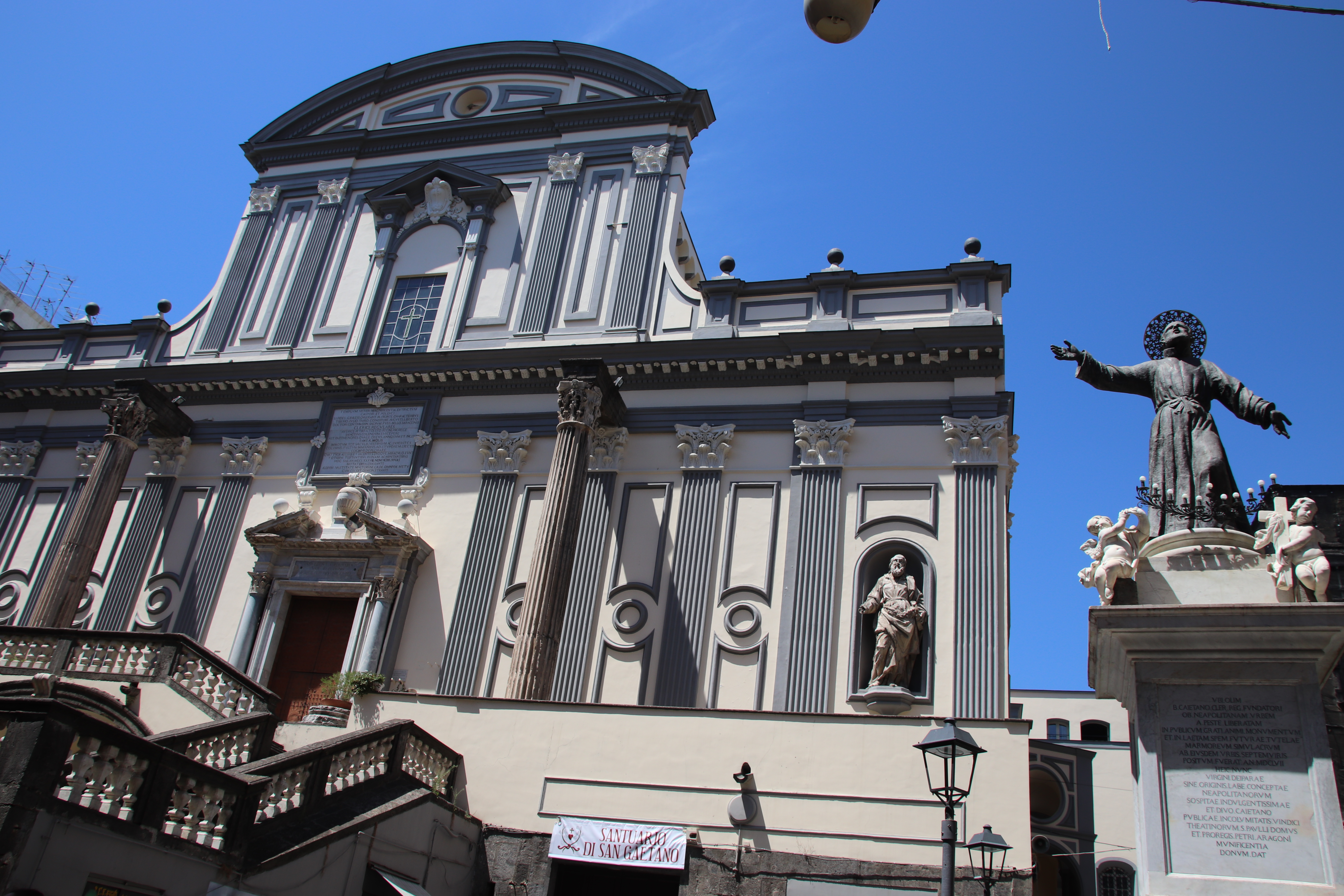
Estatua de San Cayetano en la homónima plaza y basílica de San Paolo Maggiore en Nápoles, donde se encuentran las reliquias del santo.

Cayetano nació en Vicenza el 1 de octubre de 1480. Pertenecía a la familia de los condes de Thiene. Fue el último de los tres hijos del conde Gasparo di Thiene (un militar que murió en 1492) y de la condesa María Da Porto, quien más tarde se convertiría en terciaria dominica. Recibió el nombre de Cayetano en honor a un tío recién fallecido que era un canónigo docente de Derecho en la Universidad de Padua, que había nacido en Gaeta (pueblo costero, a 70 km al sudeste de Roma).
En 1504 Cayetano obtuvo el doble doctorado en derecho civil y canónico por la Universidad de Thiene. En 1506, a los 25 años de edad, gracias a las relaciones de sus tíos, tuvo la oportunidad de ser nombrado protonotario apostólico en la corte del papa Julio II, en Roma. Desde ese puesto ayudó a reconciliar a la Santa Sede con la República de Venecia. Se retiró de la vida cortesana en 1513 y fundó una sociedad de sacerdotes y prelados, llamada el Oratorio del Amor Divino. Fue ordenado sacerdote dos años después, a la edad de 35 años.
Trabajó como confesor y en 1522 retornó a su ciudad natal, Vicenza. En Venecia fundó el Ospedale degli Incurabili, un hospital para enfermos incurables.
En 1516, Martín Lutero en Alemania iniciaba la Reforma , que terminaría dividiendo a la Iglesia. Cayetano dedicaría su vida a luchar contra la Reforma protestante. 
En el año 1524 fundó la orden de los Teatinos (o Clérigos Regulares) junto con el obispo Juan Pedro Caraffa (1476-1559), que más tarde sería elegido papa con el nombre de Pablo IV.
A ellos se les sumó Bonifacio dei Colli (m. 1558) y también Paulo Consiglieri (m. 1557). 
La Orden de los Clérigos Regulares fue aprobada por Clemente VII el 24 de junio de 1524 y confirmada definitivamente en 1532. 
Cayetano estaba convencido de que la Iglesia necesitaba luchar contra la Reforma y servir a los más pobres. Por ello, la fundación de los Clérigos Regulares tenía como objetivo renovar el espíritu y la labor misionera de los sacerdotes.
A esta orden se la llamó de los teatinos por el nombre latino de la ciudad de Chieti (Theate), la ciudad de la que era obispo Caraffa. Tenían como regla no poseer ni  pedir nada. Debían vivir únicamente de las limosnas que los fieles les ofrecieran espontáneamente.
Para paliar las necesidades de los pobres, fundó la organización de beneficencia Monte di Pietà (que posteriormente se convirtió en el Banco de Nápoles), como una alternativa a los usureros.
En Venecia se asoció con un miembro de su asociación Amor Divino que trabajaba en el Hospital de los Incurables, Jerónimo Emiliani —noble veneciano que después de una juventud aventurera, decidió, en 1531, dedicarse a los pobres y huérfanos (aunque permaneciendo laico)—, a quien ayudó a fundar otra orden de clérigos regulares, la Orden de los Padres Somascos.
Como carisma apostólico, Gaetano jugaba con los parroquianos varones, con quienes apostaba el rezo de oraciones, rosarios de madera, velas devocionales, o bien servicios y trabajos manuales en la iglesia.
Su emblema es la aparición de la Virgen María.
Falleció el 7 de agosto de 1547, siendo el superior de su orden en Nápoles. Sus reliquias se encuentran en la basílica de San Paolo Maggiore de Nápoles.
Con el título de Vida y muerte de san Cayetano, en 1655, seis dramaturgos del Siglo de Oro (Diamante, Villaviciosa, Avellaneda, Matos, Arce y Moreto) compusieron una comedia sobre la vida de Cayetano, contribuyendo a difundir y añadir nuevas perspectivas a su biografía y su iconografía.

## Festividad

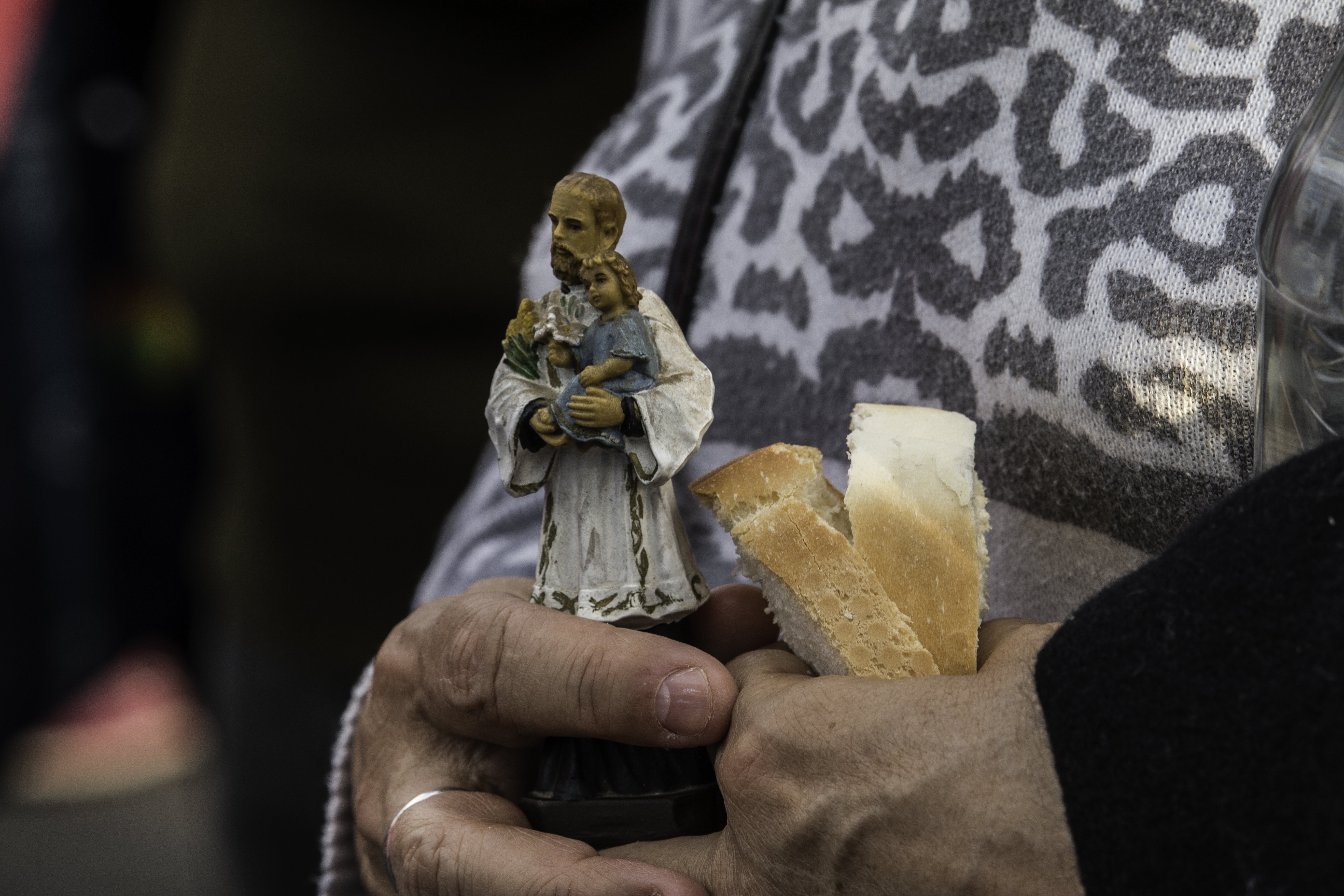
Detalle de la procesión y misa de San Cayetano. El pan -así como la espiga de trigo y el color amarillo- es un símbolo del santo. Es frecuente observar la estatuilla o la estampita entre las manos de los fieles. Fotografía tomada en la iglesia de San Cayetano de Paraná, Entre Ríos, Argentina.

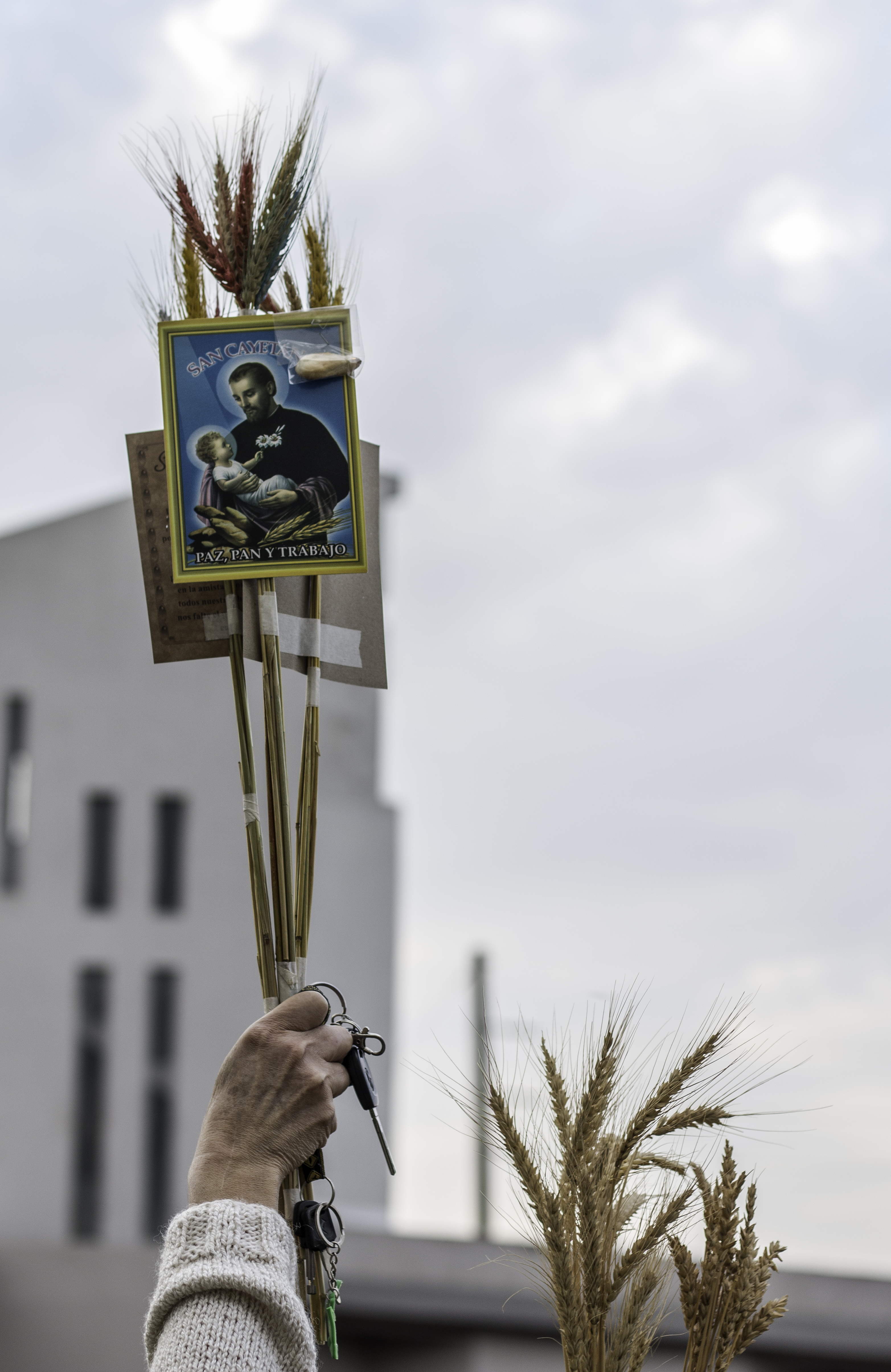
Detalle de la procesión y misa de San Cayetano. Las espigas simbolizan el pan y acompañan la figura del Santo. Fotografía tomada en la iglesia de San Cayetano de Paraná, Entre Ríos, Argentina.

Cayetano de Thiene fue beatificado el 8 de octubre de 1629 por el papa Urbano VIII y canonizado el 12 de abril de 1671 por el papa Clemente X.
La fiesta de san Cayetano es celebrada por la Iglesia católica el 7 de agosto.
Es patrón de los gestores administrativos, así como de las personas que buscan trabajo y los desempleados y es llamado «Padre de Providencia» o «Padre de la Providencia». También es patrono del pan.

## Congregaciones bajo su patrocinio
Además de los teatinos —fundados directamente por san Cayetano— existe una congregación católica denominada Pia Societá San Gaetano (Pía Sociedad de San Cayetano), con sede principal en Vicenza, ciudad de donde era oriundo el santo, y que cuenta además con comunidades repartidas por varias partes del mundo:
México (localidad rural de San Cayetano), Argentina, Brasil, El Salvador, Guatemala, Paraguay, Mozambique e Italia.
En España, los clérigos regulares fundaron casas en Alcalá de Henares, Madrid (actual parroquia de san Cayetano), Barcelona, Palma de Mallorca, Salamanca y Zaragoza.
Es santo patrón de:
En España:
- Gor (provincia de Granada). El 6 de agosto, se inician las fiestas patronales en honor a san Cayetano ondeando la bandera del patrón por diferentes puntos de su villa, mientras el mozo pasa la bandera por encima de los devotos que piden protección al santo. El día 7, en recuerdo de su muerte, se acompaña al santo patrón en procesión por las calles del pueblo. Las fiestas finalizan el día 10 de agosto.
- Jolúcar (provincia de Granada).
- Cortijo de Periate - Piñar (Granada).
- Fuengirola (provincia de Málaga).
- El Sahugo, Ituero de Azaba y Descargamaría (Provincias de Salamanca y Cáceres), localidades situadas en las cercanías de la Sierra de Gata, donde las misiones teatinas extendieron la devoción al santo en siglos pasados.
- Cantoria (provincia de Almería).
- Patrón del Seminario Conciliar Diocesano de Ciudad Rodrigo.
- Monteagudo (pedanía de Murcia).
- Crevillent (provincia de Alicante), co-patrón de la localidad junto a San Francisco.

### Ecuador
En Ecuador es el santo patrono de la localidad costeña de Chone, en la provincia de Manabí, donde, todos los 7 de agosto desde 1735, se celebra la fundación española de dicho poblado, organizándose desfiles y fiestas en honor al aniversario de fallecimiento de san Cayetano.

### Argentina
En Argentina, su festividad es la segunda en importancia, después de la veneración de la Virgen de Luján, patrona del país. Cada 7 de agosto, miles se congregan de las parroquias que están bajo la insignia de este santo para pedir por su intermediación. En el barrio de Liniers, en Buenos Aires, semanas antes del día en que se conmemora la muerte del Santo, hay personas que duermen en carpas para ser los primeros en agradecer los favores logrados por su intermediación. Se puede decir que en la mayoría de los hogares católicos argentinos está su estampa. 
Según una leyenda popular, un campesino de principios del siglo XIX pasó frente a una imagen del santo camino a su casa. Venía de tener un pésimo día en sus campos de trigo, donde no había podido cosechar nada debido a una sequía que lo abrasaba todo desde hacía meses. El hombre se bajó de su carreta y le rezó a aquella imagen, pidiéndole que salvara sus trigales y dejándole como ofrenda unas pocas espigas que había logrado recolectar. Le prometió a Cayetano que si recordaba su pedido difundiría su ayuda y daría a conocer quién era. Antes de que llegara a su casa se desató una tormenta, y el anónimo se dejó empapar por aquella bendición y por su promesa. Y la difusión del milagro de los trigales fue tan grande que sus fieles comenzaron a ofrecerle el origen del pan, y pasó a ser conocido como "el santo de la espiga" y el patrono del pan y el trabajo, sólo en Argentina, ya que el santo del trabajo en el resto del mundo es San José (por tratarse del carpintero más famoso).